# Shaped by Danish hands
|  | Denne artikel er oprettet af botten PalnaBot ud fra en ekstern database. Den kan derfor have sproglige fejl eller mangler. Denne skabelon kan fjernes efter kontrol af indholdet. |

Shaped by Danish hands er en dokumentarfilm instrueret af Hagen Hasselbalch efter manuskript af Hagen Hasselbalch.

## Handling
Filmen skal give udlandet et indtryk af danske kunsthåndværkere og deres arbejde i ler, træ og sølv. Den viser fremstilling af jydepotter, lerdrejning på skive og begitning. Den strejfer porcelænsindustrien og viser nogle danske keramikere og deres arbejder. Man får et indtryk af udviklingen indenfor dansk møbelkunst og præsenteres for 6-7 møbelarkitekter. Til sidst ser man nogle af de kunstnere, der arbejder med ædelmetal.